# Asura numida
Asura numida är en fjärilsart som beskrevs av Holland 1893. Asura numida ingår i släktet Asura och familjen björnspinnare. Inga underarter finns listade i Catalogue of Life.